# Marsz śmierci Fünfteichen – Groß-Rosen

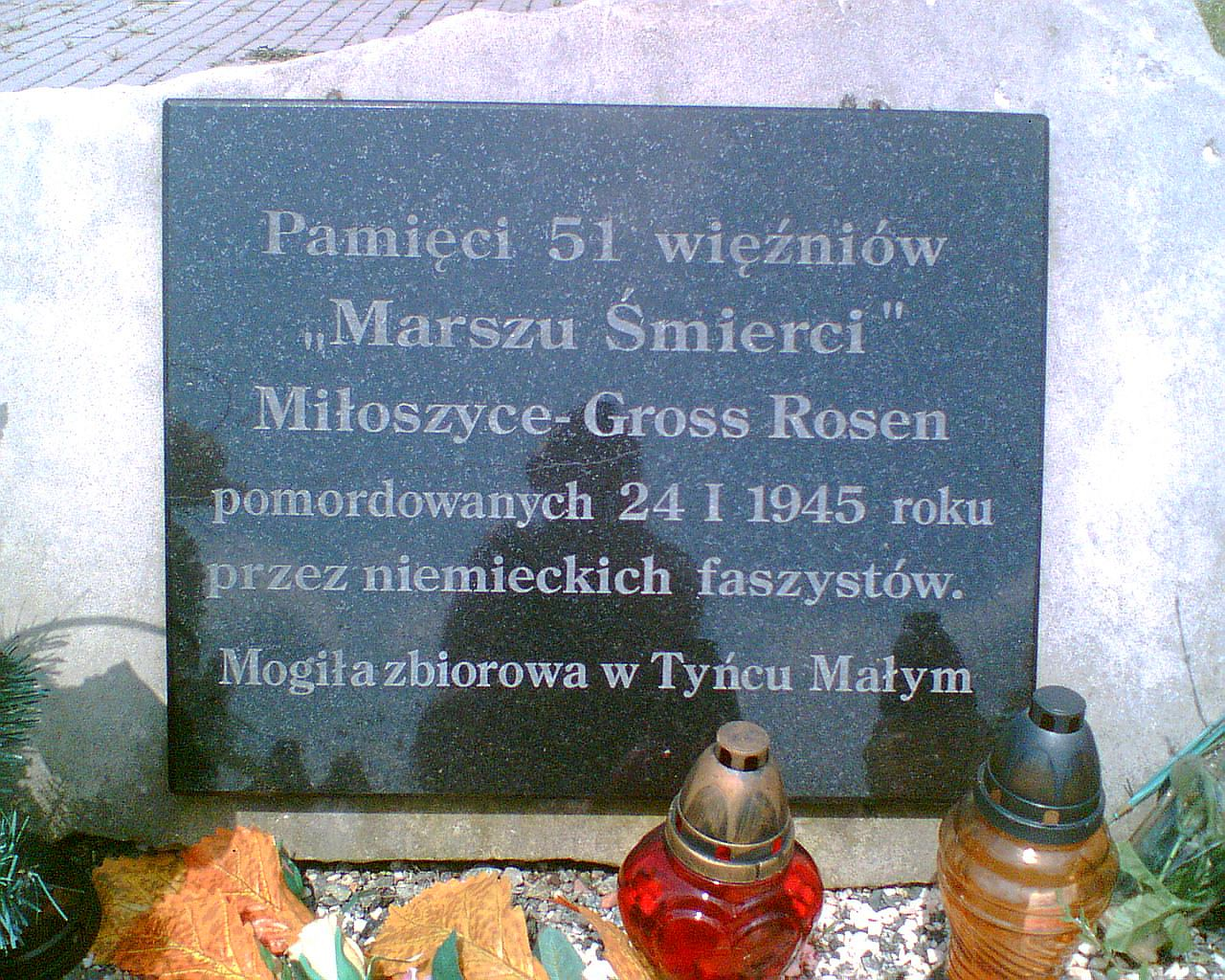
Tablica we wsi Tyniec Mały upamiętniająca zamordowane w Tyńcu ofiary marszu śmierci z obozu koncentracyjnego w Miłoszycach.

Marsz śmierci Fünfteichen – Groß-Rosen – marsz śmierci, jaki odbyli więźniowie niemieckiego obozu AL Fünfteichen w Fünfteichen (dziś Miłoszyce) do obozu macierzystego Groß-Rosen w styczniu 1945.
Wobec zbliżania się wojsk radzieckich władze niemieckie podjęły decyzję o likwidacji obozu w Miłoszycach i przeniesienia więźniów do obozu w Groß-Rosen. Marsz rozpoczęło ok. godz. 13, 22 stycznia 1945 roku 6 tysięcy więźniów, w tym wielu Polaków oraz eskorta esesmanów w tym z Dywizji SS Galizien.
Ze względu na wycieńczenie więźniów i ciężkie warunki pogodowe (ostra zima) bardzo wielu jeńców nie mogło wytrzymać tempa marszu, toteż esesmani masowo mordowali chorych i nie nadążających. W trakcie noclegów lub postojów we wsiach Tyniec Mały (24 I 1945), Strzeganowice, Kąty Wrocławskie, Piotrowice i Wichrów Niemcy zamordowali liczne grupy chorych, czasem zakopując ich żywcem. W sumie w czasie marszu śmierci zabito 2 tysiące osób.
W latach 70. XX w. większość ofiar ekshumowano i pochowano na cmentarzach we Wrocławiu i Kątach Wrocławskich. Na miejscu zbrodni w Tyńcu Małym postawiono pomnik z tablicą upamiętniającą.
W ramach ekshumacji natrafiono na szczątki następującej ilości osób:
- Tyniec Mały – 51 osób[c]
- Piotrowice – 154 osób,
- Wichrów – 120 osób